# Cornelia Kocsis Josan
Cornelia Kocsis Josan (n. 9 iulie 1948, Arad – d. 2 septembrie 2019) a fost un pictor român.

## Biografie
Absolventă a Academiei de Arte Vizuale „Ioan Andreescu” Cluj-Napoca, secția pictură, clasa profesor Petre Abrudan, promoția 1973:

## Expoziții

### Expoziții personale
- 1974 Galeria „Alfa”Arad;
- 1979 Galeria „Arta”Arad;
- 1996 Galeria „Delta”Arad;
- 1998 Galeriile de Artă ale U.A.P. Cluj;
- 2006 Galeria „Delta”Arad;

### Expoziții de grup și colective
- 1973, 2005 Saloanele Județene ale Filialei Arad a U.A.P.;
- 1982, 1985, 1987 Saloanele Naționale de pictură și sculptură, București Sala „Dalles”, 2001 în Reșița;
- 1988, 1995, 1997, 1999, 2001, 2003, 2005 Saloanele Bienale Naționale și Internaționale de

Desen, Galeria Națională „Delta” din Arad;
- 2005 Bienala Internațională de Artă Contemporană, Arad;

### Expoziții tematice
- Arad și Timișoara: Portretul; Corpul uman I-II; Copacul I, II, III; Estetica urbană I,II;

### Expoziții internaționale
- Zrenjanin (Serbia);
- Bekescsaba, Kaposvar, Szarvas, Oroshaza, Gyula, Pecs (Ungaria);
- Heidelberg, Nurnberg (Germania);

## Lucrări în colecții (de stat)
- Muzeul județean Arad;
- Muzeul Național de Artă Cluj-Napoca;
- Muzeul de Pictură Contemporană – Palma de Majorca (Spania);

- Lucrări în colecții particulare: România, Ungaria, Germania, Grecia, Israel, Italia, S.U.A.,

Egipt.

## Lucrări și cronică
|  | Trăsăturile prelungi de pensulă se așază divergent pe pânză, construind forme care conservă pulsația vieții. Formele compoziționale complexe, bogate în elemente mărturisesc elanul cu care această artistă încearcă să surprindă din frumusețea acestei lumi, în chenarul, pentru ea prea stâmt, al unui tablou. Cu o paletă restrânsă, în care predomină roșurile și ocrurile aurii, Cornelia Josan Kocsis a realizat o pictură solară, care celebrează ordinea rațională și stabilă a lumii reale. | — Horia Medeleanu, 1996 |